# Campionati del mondo Ironman del 1992
I Campionati del mondo Ironman del 1992 hanno visto trionfare tra gli uomini per la quarta volta lo statunitense Mark Allen, davanti al cileno Cristian Bustos e al finlandese Pauli Kiuru.
Tra le donne si è laureata campionessa del mondo per la quinta volta la zimbabwese Paula Newby-Fraser.
Entrambi i vincitori hanno registrato il tempo record nella competizione. Mark Allen ha chiuso con un tempo di 8:09:08, limando di qualche secondo il precedente record a lui appartenente dell'edizione del 1989.
Paula Newby-Fraser ha chiuso sotto le 9 ore, con un tempo di 8:55:28, migliorando il record a lei appartenente di 9:00:56 della competizione del 1989.

## Ironman Hawaii - Classifica

### Uomini
| Pos. | Tempo   | Nome              | Paese       | Ripartizione tempi | Ripartizione tempi | Ripartizione tempi | Ripartizione tempi | Ripartizione tempi |
| Pos. | Tempo   | Nome              | Paese       | Nuoto              | T1                 | Bici               | T2                 | Corsa              |
| ---- | ------- | ----------------- | ----------- | ------------------ | ------------------ | ------------------ | ------------------ | ------------------ |
|      | 8:09:08 | Mark Allen        | Stati Uniti | 0:51:27            | 0:00               | 4:35:23            | 0:00               | 2:42:18            |
|      | 8:16:29 | Cristian Bustos   | Cile        | 0:52:35            | 0:00               | 4:34:16            | 0:00               | 2:49:38            |
|      | 8:17:29 | Pauli Kiuru       | Finlandia   | 0:51:18            | 0:00               | 4:36:26            | 0:00               | 2:49:45            |
| 4    | 8:23:19 | Wolfgang Dittrich | Germania    | 0:48:35            | 0:00               | 4:38:17            | 0:00               | 2:56:27            |
| 5    | 8:25:04 | Jürgen Zäck       | Germania    | 0:53:34            | 0:00               | 4:32:28            | 0:00               | 2:59:02            |
| 6    | 8:26:53 | Greg Welch        | Australia   | 0:49:32            | 0:00               | 4:37:20            | 0:00               | 3:00:01            |
| 7    | 8:27:26 | Paul Huddle       | Stati Uniti | 0:51:37            | 0:00               | 4:41:19            | 0:00               | 2:54:30            |
| 8    | 8:30:28 | Jeff Devlin       | Stati Uniti | 0:54:35            | 0:00               | 4:39:06            | 0:00               | 2:56:57            |
| 9    | 8:37:29 | Teemu Vesala      | Finlandia   | 0:57:30            | 0:00               | 4:43:51            | 0:00               | 2:56:08            |
| 10   | 8:40:34 | Ray Browning      | Stati Uniti | 0:51:26            | 0:00               | 4:41:31            | 0:00               | 3:07:37            |

### Donne
| Pos. | Tempo   | Nome               | Paese       | Ripartizione tempi | Ripartizione tempi | Ripartizione tempi | Ripartizione tempi | Ripartizione tempi |
| Pos. | Tempo   | Nome               | Paese       | Nuoto              | T1                 | Bici               | T2                 | Corsa              |
| ---- | ------- | ------------------ | ----------- | ------------------ | ------------------ | ------------------ | ------------------ | ------------------ |
|      | 8:55:28 | Paula Newby-Fraser | Zimbabwe    | 0:53:30            | 0:00               | 4:56:34            | 0:00               | 3:05:24            |
|      | 9:21:40 | Julie Anne White   | Canada      | 1:02:07            | 0:00               | 5:02:32            | 0:00               | 3:17:01            |
|      | 9:26:57 | Thea Sybesma       | Paesi Bassi | 1:00:40            | 0:00               | 5:08:14            | 0:00               | 3:18:03            |
| 4    | 9:29:05 | Terry Schneider    | Stati Uniti | 1:00:07            | 0:00               | 5:04:22            | 0:00               | 3:24:36            |
| 5    | 9:35:43 | Krista Whelan      | Stati Uniti | 1:02:04            | 0:00               | 5:01:54            | 0:00               | 3:30:43            |
| 6    | 9:38:03 | Donna Peters       | Stati Uniti | 0:59:59            | 0:00               | 5:03:46            | 0:00               | 3:34:18            |
| 7    | 9:39:02 | Fernanda Keller    | Brasile     | 1:02:34            | 0:00               | 5:17:07            | 0:00               | 3:19:21            |
| 8    | 9:46:46 | Katinka Wiltenburg | Paesi Bassi | 1:03:07            | 0:00               | 5:19:24            | 0:00               | 3:24:15            |
| 9    | 9:49:43 | Sian Williams      | Stati Uniti | 0:56:23            | 0:00               | 5:00:16            | 0:00               | 3:53:04            |
| 10   | 9:52:36 | Juliana Nievergelt | Stati Uniti | 0:54:28            | 0:00               | 5:11:46            | 0:00               | 3:46:22            |

## Ironman - Risultati della serie

### Uomini
| Evento    | Oro         | Tempo   | Argento      | Tempo   | Bronzo    | Tempo   |
| Australia | Pauli Kiuru | 8:06:39 | Ray Browning | 8:31:04 | Tim Ahern | 8:33:47 |

### Donne
| Evento    | Oro           | Tempo   | Argento         | Tempo   | Bronzo        | Tempo   |
| Australia | Louise Bonham | 9:24:15 | Terry Schneider | 9:35:15 | Erin Christie | 9:42:09 |

## Calendario competizioni
| Progr. | Data          | Evento            | Sede                                   | Nazione   |
| ------ | ------------- | ----------------- | -------------------------------------- | --------- |
| 1      | 5 aprile 1992 | Ironman Australia | Forster/Tuncurry, Nuovo Galles del Sud | Australia |